# OFC-strandlabdarúgó-bajnokság
Az OFC-strandlabdarúgó-bajnokság (angolul: OFC Beach Soccer Championship) egy az OFC által kiírt nemzetközi strandlabdarúgó-torna, amit 2006 óta rendeznek meg és egyben selejtező a strandlabdarúgó-világbajnokságra.
A címvédő és egyben legsikeresebb csapat a Salamon-szigetek 4 győzelemmel.

## Eredmények
| 2006 Részletek | Moorea, Tahiti       | Salamon-szigetek                                                    | 6 – 2                                                               | Vanuatu                                                             | Tahiti          | 12 – 4 | Cook-szigetek   |
| 2007 Részletek | Auckland, Új-Zéland  | Salamon-szigetek                                                    | 5 – 3                                                               | Vanuatu                                                             | Új-Zéland       | 5 – 3  | Tahiti          |
| 2008           |                      | A Salamon-szigeteket kiválasztotta az OFC, nem rendeztek selejtezőt | A Salamon-szigeteket kiválasztotta az OFC, nem rendeztek selejtezőt | A Salamon-szigeteket kiválasztotta az OFC, nem rendeztek selejtezőt |                 |        |                 |
| 2009 Részletek | Moorea, Tahiti       | Salamon-szigetek                                                    | 1 – 0                                                               | Vanuatu                                                             | Tahiti          | 6 – 3  | Fidzsi-szigetek |
| 2011 Részletek | Papeete, Tahiti      | Tahiti                                                              | 4 – 3                                                               | Salamon-szigetek                                                    | Fidzsi-szigetek | -      | -               |
| 2013 Részletek | Nouméa, Új-Kaledónia | Salamon-szigetek                                                    | 6 – 0                                                               | Új-Kaledónia                                                        | Vanuatu         | -      | -               |
| 2015           |                      | Tahitit kiválasztotta az OFC, nem rendeztek selejtezőt              | Tahitit kiválasztotta az OFC, nem rendeztek selejtezőt              | Tahitit kiválasztotta az OFC, nem rendeztek selejtezőt              |                 |        |                 |
| 2017           |                      | Tahitit kiválasztotta az OFC, nem rendeztek selejtezőt              | Tahitit kiválasztotta az OFC, nem rendeztek selejtezőt              | Tahitit kiválasztotta az OFC, nem rendeztek selejtezőt              |                 |        |                 |

- b.u. – büntetők után
- h.u. – hosszabbítás után

## Éremtáblázat
| Poz. | Ország            |   |   |   |   |
| ---- | ----------------- | - | - | - | - |
| 1.   | Salamon-szigetek  | 4 | 1 | 0 | 5 |
| 2.   | Francia Polinézia | 1 | 0 | 2 | 3 |
| 3.   | Vanuatu           | 0 | 3 | 1 | 4 |
| 4.   | Új-Kaledónia      | 0 | 1 | 0 | 1 |
| 5.   | Fidzsi-szigetek   | 0 | 0 | 1 | 1 |
| 5.   | Új-Zéland         | 0 | 0 | 1 | 1 |

## Országok szereplése
- – Rendező

|                   | 2006 (4) | 2007 (4) | 2009 (4) | 2011 (3) | 2013 (4) | Összes részvétel |
| ----------------- | -------- | -------- | -------- | -------- | -------- | ---------------- |
| Cook-szigetek     | 4.       | •        | •        | •        | •        | 1                |
| Fidzsi-szigetek   | •        | •        | 4.       | 3.       | •        | 2                |
| Új-Kaledónia      | •        | •        | •        | •        | 2.       | 1                |
| Új-Zéland         | •        | 3.       | •        | •        | •        | 1                |
| Salamon-szigetek  | 1.       | 1.       | 1.       | 2.       | 1.       | 5                |
| Francia Polinézia | 3.       | 4th      | 3.       | 1.       | •        | 4                |
| Vanuatu           | 2.       | 2.       | 2nd      | ••       | 3.       | 4                |

- Gy – győzelem (3 pont)
- Gyh – győzelem hosszabbításban (2 pont)
- Gyb – győzelem büntetőkkel (1 pont)

## Világbajnoki szereplés
- – Rendező

| Team              | 2006 | 2007 | 2008 | 2009 | 2011 | 2013 | 2015 | 2017 | Összesen |
| ----------------- | ---- | ---- | ---- | ---- | ---- | ---- | ---- | ---- | -------- |
| Salamon-szigetek  | CSK  | CSK  | CSK  | CSK  |      | CSK  |      |      | 5        |
| Francia Polinézia |      |      |      |      | CSK  | 4.   | 2.   |      | 3        |

↑ D: Note: Óceánia két válogatottat indíthatott a 2013-as világbajnokságon. Az egyik Tahiti volt automatikusan rendezőként, a másik helyet a Salamon-szigetek szerezte meg a 2013-as torna megnyerésével.